# Gabrielle Anwar
Pour les articles homonymes, voir Anwar.
Gabrielle Anwar, née le 4 février 1970 à Laleham, Surrey (Royaume-Uni) est une actrice et productrice britannico-américaine.
Elle est surtout connue pour le rôle de Fiona Glenanne qu'elle tient dans la série Burn Notice de 2007 à 2013.

## Biographie
Gabrielle Anwar est la fille du metteur en scène, producteur et éditeur Tariq Anwar, originaire de Delhi en Inde et de l'actrice anglaise Shirley Hills.
Elle a un frère, Dominic Anwar.
Elle a étudié le théâtre et la danse à l'Italia Conti Academy of Theatre Arts à Londres.

### Vie privée
Dans les années 1990, elle fut en couple avec l'acteur Craig Sheffer. Ils ont une fille, Willow Xylia le 8 novembre 1993.
Elle a été mariée à John Verea, avec qui elle a deux enfants, Paisley Rose Verea et Hugo Che Verea.
Depuis 2010, elle est en couple avec Shareef Malnik. Ils se marient en 2015.

## Filmographie

### Cinéma

#### Longs métrages
- 1988 : Pour une nuit d'amour (Manifesto) de Dušan Makavejev : Tina
- 1991 : Espion junior (If Looks Could Kill) de William Dear : Mariska
- 1991 : À cœur vaillant rien d'impossible (Wild Hearts Can't Be Broken) de Steve Miner : Sonora Webster
- 1992 : Le Temps d'un week-end (Scent of a Woman) de Martin Brest : Donna
- 1993 : Body Snatchers d'Abel Ferrara : Marti Malone
- 1993 : Le Concierge du Bradbury (For Love or Money) de Barry Sonnenfeld : Andy Hart
- 1993 : Les Trois Mousquetaires (The Three Musketeers) de Stephen Herek : Anne d'Autriche
- 1995 : Dernières heures à Denver (Things to Do in Denver When You're Dead) de Gary Fleder : Dagney
- 1995 : Les Péchés mortels (Innocent Lies) de Patrick Dewolf : Celia Graves
- 1996 : The Grave de Jonas Pate : Jordan
- 1997 : Nevada (en) de Gary Tieche : Linny
- 1998 : Beach Movie de John Quinn : Sunny
- 1999 : The Manor de Ken Berris : Charlotte Kleiner
- 1999 : Kimberly de Frederic Golchan : Kimberly
- 2000 : Le Coupable (The Guilty) d'Anthony Waller : Sophie Lennon
- 2000 : Si j'avais su (If You Only Knew) de David Snedeker : Kate
- 2000 : North Beach de Richard Speight Jr. et Jed Mortenson : Lu
- 2001 : Flying Virus de Jeff Hare : Ann Bauer
- 2001 : Turbulence 3 (Turbulence 3: Heavy Metal) de Jorge Montesi : Kate Hayden
- 2003 : Save It for Later de Clark Brigham : Catherine
- 2006 : 9/Tenths de Bob Degus : Jessica
- 2006 : The Marsh de Jordan Barker : Claire Holloway
- 2006 : Crazy Eights de Jimi Jones : Beth Patterson
- 2008 : iMurders de Robbie Bryan : Lindsay Jefferies
- 2011 : A Warrior's Heart de Michael F. Sears : Nina
- 2011 : The Family Tree de Vivi Friedman : Claire Sullivan
- 2019 : The Last Summer de William Bindley : La mère de Griffin

### Télévision

#### Séries télévisées
- 1987 : Monstres et Merveilles (The Storyteller) : Lidia
- 1988 : Expérience interdite (First Born) : Nell
- 1989 : Summer's Lease : Chrissie Kettering
- 1989 : Crossbow : Alqua
- 1989 : Prince Caspian and the Voyage of the Dawn Treader : La princesse
- 1990 : Press Gang : Sam Black
- 1991 : Les Mystères de la jungle noire (I Misteri della giungla nera) : Ada Corishant
- 1992 : Beverly Hills 90210 : Trisha Kinney
- 1993 : Fallen Angels : Delia
- 2001 : The Practice : Donnell et Associés (The Practice) : Kathie Defoe
- 2002 - 2003 : John Doe : Rachel Penbroke
- 2007 : Les Tudors (The Tudors) : Margaret Tudor
- 2007 - 2013 : Burn Notice : Fiona Glenanne
- 2008 : New York, unité spéciale (Law and Order: Special Victims Unit) : Eva Sintzel
- 2017 - 2018 : Once Upon a Time : Victoria Belfrey / Lady Trémaine

#### Téléfilms
- 1995 : L'Honneur de la cavalerie (In Pursuit of Honor) de Ken Olin : Jessica Stuart
- 1997 : L'éventreur (The Ripper) de Janet Meyers : Florry Lewis
- 1997 : Sub Down de Gregg Champion : Laura Dyson
- 1999 : My Little Assassin de Jack Bender : Marita Lorenz
- 2000 : Comment épouser une milliardaire : Un conte de Noël (How to Marry a Billionaire: A Christmas Tale) de Rod Daniel : Jenny Seeger
- 2002 : Sherlock : La Marque du diable (Case of Evil) de Graham Theakston : Rebecca Doyle
- 2003 : Without Malice de Rob W. King : Susan
- 2004 : Souviens-toi de Jenny Rand (Try to Remember) de Jeff Beesley : Lisa Monroe
- 2005 : L'Île mystérieuse (Mysterious Island) de Russell Mulcahy : Jane
- 2006 : Les Aventures de Flynn Carson : Le Trésor du Roi Salomon (The Librarian: Return to King Solomon's Mines) de Jonathan Frakes : Emily Davenport
- 2006 : Rendez-moi mon fils ! (Long Lost Son) de Brian Trenchard-Smith : Kristen Sheppard / Halloran / Collins
- 2010 : Dernier week-end entre amies (Lies Between Friends) de Walter Klenhard : Joss
- 2011 : Coupable Innocence (Carnal Innocence) de Peter Markle : Caroline Waverly

### Productrice
- 1997 : Nevada (en)